# Walk Outside the Lines
| Recensione | Giudizio |
| ---------- | -------- |
| AllMusic   | [ 1 ]    |

Walk Outside the Lines è un CD della The Marshall Tucker Band, pubblicato dalla Cabin Fever Records nel 1993.
Il disco fu dedicato alla memoria di Toy Caldwell, membro fondatore storico del gruppo, in quel periodo appena scomparso.

## Tracce
1. Walk Outside the Lines – 2:27 (Garth Brooks, Charley Stefl)
2. Daddy's Eyes – 3:54 (Tim Lawter)
3. If That Isn't Love – 3:42 (Doug Gray, Tim Lawter, Bari L. Smith)
4. Down We Go – 3:27 (Sam Spoon)
5. She's Waiting – 4:00 (Tim Lawter)
6. Miss You – 3:23 (Jon Burwell, Tim Lawter, Bari L. Smith)
7. Daddy Never Told Me – 3:11 (Bill Doble)
8. I'll Be Alright Without You – 3:00 (Rusty Milner)
9. The First One to Say Goodbye – 3:44 (Rusty Milner)
10. Lost in Time – 4:24 (Doug Gray, Rusty Milner)

Durata totale: 35:12

## Formazione
- Doug Gray - voce solista
- Jerry Eubanks - sassofoni, flauto, accompagnamento vocale
- Rusty Milner - chitarre, accompagnamento vocale
- Stuart Swanlund - chitarra slide, chitarra ritmica, accompagnamento vocale
- Tim Lawter - basso, accompagnamento vocale
- Frankie Toler - batteria, percussioni

Musicisti aggiunti
- Ronald Radford - chitarre
- Hank Singer - fiddle
- Don Cameron - tastiere
- Joe Wright - chitarra pedal steel, dobro

Note aggiuntive
- Doug Gray e Jerry Eubanks - produttori
- Billy Sherrill - ingegnere del suono
- Rusty Milner - ingegnere del suono aggiunto
- Denny Purcell - masterizzazione
- Registrazione effettuata al The Sound Emporium di Nashville, Tennessee
- Mixaggio effettuato al Eleven Eleven Sound di Nashville, Tennessee[2]